# جام باشگاه‌های جهان ۲۰۲۱
جام باشگاه‌های جهان ۲۰۲۱ (با نام رسمی جام باشگاه‌های جهان امارات متحده عربی ۲۰۲۱ ارائه شده توسط علی‌بابا کلود) هجدهمین دوره از جام باشگاه‌های جهان بود، یک تورنمنت بین‌المللی فوتبال باشگاهی سازماندهی شده توسط فیفا بین برندگان شش کنفدراسیون قاره‌ای و همچنین قهرمان لیگ کشور میزبان. این مسابقات به میزبانی امارات متحده عربی برگزار شد.

## انتخاب میزبان
برنامه‌ریزی شده بود که یک جام باشگاه‌های جهان گسترش یافته در چین در ژوئن و ژوئیه ۲۰۲۱ برگزار شود. با این حال، به دلیل شلوغی مسابقات ناشی از به تعویق افتادن بازی‌های المپیک تابستانی ۲۰۲۰ و تأثیر دنیاگیری کووید-۱۹ بر فوتبال، المپیک توکیو، جام ملت‌های اروپا و کوپا آمریکا از اواسط سال ۲۰۲۰ به اواسط سال ۲۰۲۱ موکول شدند. در نتیجه، فیفا در مارس ۲۰۲۰ اعلام کرد که قبل از لغو کامل جام باشگاه‌های جهان، آن را به سال‌های ۲۰۲۱، ۲۰۲۲ یا ۲۰۲۳ موکول می‌کند.
در ۴ دسامبر ۲۰۲۰، شورای فیفا اعلام کرد که جام باشگاه‌های جهان، با استفاده از فرمت قدیمی، در اواخر سال ۲۰۲۱ و به میزبانی ژاپن برگزار می‌شود. با این حال، در ۸ سپتامبر ۲۰۲۱، اتحادیه فوتبال ژاپن به دلیل احتمال محدودیت در حضور هواداران به دلیل دنیاگیری کووید-۱۹ در ژاپن، از میزبانی این تورنمنت انصراف داد. کشورهای زیادی از جمله برزیل، مصر، قطر، عربستان سعودی، آفریقای جنوبی و امارات متحده عربی با بازگشایی مجدد مناقصه میزبانی مسابقات ابراز علاقه کردند. در ۲۰ اکتبر ۲۰۲۱، شورای فیفا، امارات متحده عربی را به عنوان میزبان مسابقات معرفی کرد و این رویداد را از اواخر سال ۲۰۲۱ به اوایل سال ۲۰۲۲ موکول کرد.

## تیم‌های راه‌یافته
| تیم                | کنفدراسیون         | صلاحیت                                           | تاریخ صلاحیت       | مشارکت                                            |
| ورود از نیمه نهایی | ورود از نیمه نهایی | ورود از نیمه نهایی                               | ورود از نیمه نهایی | ورود از نیمه نهایی                                |
| ------------------ | ------------------ | ------------------------------------------------ | ------------------ | ------------------------------------------------- |
| پالمیراس           | کونمبول            | قهرمان جام لیبرتادورس ۲۰۲۱                       | ۲۷ نوامبر ۲۰۲۱     | دومین (قبلی: ۲۰۲۰)                                |
| چلسی               | یوفا               | قهرمان لیگ قهرمانان اروپا ۲۱–۲۰۲۰                | ۲۹ مه ۲۰۲۱         | دومین (قبلی: ۲۰۱۲)                                |
| ورود از مرحله دوم  |                    |                                                  |                    |                                                   |
| الهلال             | ای‌اف‌سی             | قهرمان لیگ قهرمانان آسیا ۲۰۲۱                    | ۲۳ نوامبر ۲۰۲۱     | دومین (قبلی: ۲۰۱۹)                                |
| الاهلی             | کاف                | قهرمان لیگ قهرمانان آفریقا ۲۱–۲۰۲۰               | ۱۷ ژوئیه ۲۰۲۱      | هفتمین (قبلی: ۲۰۰۵، ۲۰۰۶، ۲۰۰۸، ۲۰۱۲، ۲۰۱۳، ۲۰۲۰) |
| مونتری             | کونکاکاف           | قهرمان لیگ قهرمانان کونکاکاف ۲۰۲۱                | ۲۸ اکتبر ۲۰۲۱      | پنجمین (قبلی: ۲۰۱۱، ۲۰۱۲، ۲۰۱۳، ۲۰۱۹)             |
| ورود از مرحله اول  |                    |                                                  |                    |                                                   |
| پیرائه             | اواف‌سی             | انتخاب اواف‌سی                                    | ۳۱ دسامبر ۲۰۲۱     | اولین                                             |
| الجزیره            | ای‌اف‌سی (میزبان)    | قهرمان لیگ برتر امارات امارات متحده عربی ۲۱–۲۰۲۰ | ۲۰ اکتبر ۲۰۲۱      | دومین (قبلی: ۲۰۱۷)                                |

نکات
1. ↑  در ۴ ژوئن ۲۰۲۱، اواف‌سی اعلام کرد که لیگ قهرمانان اقیانوسیه ۲۰۲۱ به دلیل بسته شدن مرزها در سراسر اقیانوس آرام ناشی از دنیاگیری کووید-۱۹ لغو شده است و هیچ قهرمانی اهدا نمی‌شود.[۱۵] نماینده اواف‌سی در جام باشگاه‌های جهان ۲۰۲۱، که در اصل برنده لیگ قهرمانان اقیانوسیه در سال ۲۰۲۱ بود، در ۳ اوت ۲۰۲۱ توسط اواف‌سی تأیید شد که آوکلند سیتی است. این تیم توسط کمیته اجرایی اواف‌سی بر اساس اصول شایستگی ورزشی، که از یک رتبه‌بندی کلی استفاده می‌کرد که رتبه‌بندی نهایی هر لیگ قهرمانان اقیانوسیه را بین سال‌های ۲۰۱۶ و ۲۰۲۰ در نظر می‌گرفت و برای باشگاه‌هایی که توسط انجمن عضو آنها برای واجد شرایط شدن برای لیگ قهرمانان اقیانوسیه ۲۰۲۱ معرفی شده بودند، انتخاب شد.[۱۶] در ۳۱ دسامبر ۲۰۲۱، آوکلند سیتی به دلیل تأخیر در بازگشایی مرزها در نیوزیلند مربوط به دنیاگیری کووید ۱۹ و برقراری مجدد سیستم اجباری ایزوله و قرنطینه مدیریت شده پس از بازگشت به کشور، از مسابقات کنار رفت. در نتیجه، پیرائه به جای آنها به عنوان نماینده اواف‌سی معرفی شد.[۱۷]
2. ↑  الجزیره در ۱۱ مه ۲۰۲۱ قهرمان لیگ برتر امارات متحده عربی ۲۰۲۰–۲۱ شد و در ۱۶ اکتبر ۲۰۲۱، الوحده آخرین تیم از امارات متحده عربی شد که از لیگ قهرمانان آسیا ۲۰۲۱ حذف می‌شود. با این حال، شرکت الجزیره تا زمانی که امارات متحده عربی به عنوان میزبان مسابقات در ۲۰ اکتبر ۲۰۲۱ منصوب نشد، تأیید نشد.

## ورزشگاه‌ها
این مسابقات در دو ورزشگاه در شهر ابوظبی برگزار شد که هر دو میزبان مسابقات جام ملت‌های آسیا ۲۰۱۹ بودند.
| ابوظبی · | ابوظبی               | ابوظبی           |
| -------- | -------------------- | ---------------- |
| ابوظبی · | ورزشگاه محمد بن زاید | ورزشگاه آل نهیان |
| ابوظبی · | ظرفیت: ۳۷٬۵۰۰        | ظرفیت: ۱۵٬۰۰۰    |
| ابوظبی · |                      |                  |

## داوران
پنج داور، ده کمک داور و هفت کمک داور ویدئویی برای این مسابقات تعیین شدند.
| کنفدراسیون | داوران           | کمک داوران                        | کمک داوران ویدئویی                                |
| ---------- | ---------------- | --------------------------------- | ------------------------------------------------- |
| ای‌اف‌سی     | کریس بیس         | - آنتون شچتینین - اشلی بیکهام     | عمار الجنیبی                                      |
| سی‌ای‌اف     | مصطفی غربال      | - مقران غوراری - عبدالحق التشیانی |                                                   |
| کونکاکاف   | سزار راموس       | - آلبرتو مورین - میگل هرناندز     | درو فیشر                                          |
| کونمبول    | فرناندو راپالینی | - خوان پابلو بلاتی - دیگو بونفا   | - نیکولاس گایو - مائورو ویگلیانو                  |
| یوفا       | کلمن تورپین      | - نیکولاس دانو - سیریل گرینگور    | - ویلی دولاژو - ماسیمیلیانو ایراتی - پول فان بوکل |

یک داور پشتیبانی نیز برای این مسابقات معرفی شد.
| کنفدراسیون | داور پشتیبانی  |
| ---------- | -------------- |
| اواف‌سی     | دیوید یاربوینن |

فناوری آفساید نیمه خودکار در طول مسابقات مورد آزمایش قرار گرفت.

## بازیکنان
هر تیم باید یک ترکیب ۲۳ نفره (که سه نفر از آنها باید دروازه‌بان می‌بودند) را نام می‌برد. تعویض مصدومان تا ۲۴ ساعت قبل از اولین بازی تیم مجاز بود.

## مسابقات
قرعه کشی مسابقات در ۲۹ نوامبر ۲۰۲۱، ساعت ۱۷:۰۰ سی‌ای‌تی (یوتی‌سی ۱:۰۰+)، در مقر فیفا در زوریخ، سوئیس برگزار شد تا مسابقات مرحله دوم (بین برنده مرحله اول و نمایندگان ای‌اف‌سی، کاف و کونکاکاف) و حریفان دو برنده مرحله دوم در مرحله نیمه نهایی (در برابر تیم‌های کونمبول و یوفا) را مشخص کند.
اگر یک مسابقه بعد از زمان عادی بازی مساوی می‌شد:
- برای مسابقات حذفی وقت اضافه انجام می‌شد. اگر بعد از وقت اضافه باز هم مساوی بود، ضربات پنالتی برای تعیین برنده انجام می‌شد.
- برای مسابقه مقام سوم و پنجم وقت اضافه انجام نمی‌شد و برای تعیین برنده، ضربات پنالتی انجام می‌شد.

|  | مرحله اول                      | مرحله اول                     |                                 |        | مرحله دوم                      | مرحله دوم                      |         |         | نیمه نهایی | نیمه نهایی |  |  | فینال                          | فینال                          |
|  | ۳ فوریه ۲۰۲۲ – ابوظبی (م.ب. ز) |                               |                                 |        |                                |                                |         |         |            |            |  |  |                                |                                |
|  | الجزیره                        | ۴                             |                                 |        | ۶ فوریه ۲۰۲۲ – ابوظبی (م.ب. ز) | ۶ فوریه ۲۰۲۲ – ابوظبی (م.ب. ز) |         |         |            |            |  |  |                                |                                |
|  | الجزیره                        | ۴                             |                                 |        | ۶ فوریه ۲۰۲۲ – ابوظبی (م.ب. ز) | ۶ فوریه ۲۰۲۲ – ابوظبی (م.ب. ز) |         |         |            |            |  |  |                                |                                |
|  | پیرائه                         | ۱                             |                                 |        | الجزیره                        | ۱                              |         |         |            |            |  |  |                                |                                |
|  | پیرائه                         | ۱                             | ۹ فوریه ۲۰۲۲ – ابوظبی (م.ب. ز)  |        | الجزیره                        | ۱                              |         |         |            |            |  |  |                                |                                |
|  |                                |                               |                                 |        | الهلال                         | ۶                              |         |         |            |            |  |  |                                |                                |
|  | الهلال                         | ۰                             |                                 |        | الهلال                         | ۶                              |         |         |            |            |  |  |                                |                                |
|  | الهلال                         | ۰                             |                                 |        |                                |                                |         |         |            |            |  |  |                                |                                |
|  |                                |                               | چلسی                            | ۱      |                                |                                |         |         |            |            |  |  |                                |                                |
|  |                                |                               | چلسی                            | ۱      |                                |                                |         |         |            |            |  |  |                                |                                |
|  |                                |                               | ۱۲ فوریه ۲۰۲۲ – ابوظبی (م.ب. ز) |        |                                |                                |         |         |            |            |  |  |                                |                                |
|  |                                |                               |                                 |        |                                |                                |         |         |            |            |  |  |                                |                                |
|  | چلسی                           | ۲                             |                                 |        |                                |                                |         |         |            |            |  |  |                                |                                |
|  | چلسی                           | ۲                             | ۵ فوریه ۲۰۲۲ – ابوظبی (نهیان)   |        |                                |                                |         |         |            |            |  |  |                                |                                |
|  |                                | پالمیراس                      | ۱                               |        |                                |                                |         |         |            |            |  |  |                                |                                |
|  |                                |                               | ۱                               | الاهلی | ۱                              |                                |         |         |            |            |  |  |                                |                                |
|  | ۸ فوریه ۲۰۲۲ – ابوظبی (نهیان)  |                               |                                 | الاهلی | ۱                              |                                |         |         |            |            |  |  |                                |                                |
|  |                                | مونتری                        | ۰                               |        |                                |                                |         |         |            |            |  |  |                                |                                |
|  | الاهلی                         | مونتری                        | ۰                               | ۰      |                                |                                |         |         |            |            |  |  |                                |                                |
|  | الاهلی                         | مقام پنجم                     | مقام پنجم                       | ۰      |                                |                                | رده‌بندی | رده‌بندی |            |            |  |  |                                |                                |
|  |                                | مقام پنجم                     | مقام پنجم                       |        | پالمیراس                       | ۲                              | رده‌بندی | رده‌بندی |            |            |  |  |                                |                                |
|  | الجزیره                        | ۱                             | الهلال                          | ۰      | پالمیراس                       | ۲                              |         |         |            |            |  |  |                                |                                |
|  | الجزیره                        | ۱                             | الهلال                          | ۰      |                                |                                |         |         |            |            |  |  |                                |                                |
|  | مونتری                         | ۳                             | الاهلی                          | ۴      |                                |                                |         |         |            |            |  |  |                                |                                |
|  | مونتری                         | ۳                             | الاهلی                          | ۴      |                                |                                |         |         |            |            |  |  |                                |                                |
|  | ۹ فوریه ۲۰۲۲ – ابوظبی (نهیان)  | ۹ فوریه ۲۰۲۲ – ابوظبی (نهیان) |                                 |        |                                |                                |         |         |            |            |  |  | ۱۲ فوریه ۲۰۲۲ – ابوظبی (نهیان) | ۱۲ فوریه ۲۰۲۲ – ابوظبی (نهیان) |

تمامی زمان‌ها به وقت محلی می‌باشند، (یوتی‌سی ۴:۰۰+).

### مرحله اول
| الجزیره                                                  | ۴–۱   | پیرائه                |
| -------------------------------------------------------- | ----- | --------------------- |
| - العامری ۵' - ا. العطاس ۲۵' - کوسانوویچ ۴۱' - دیابی ۶۳' | گزارش | - ربیع ۴۸' (گل‌به‌خودی) |

### مرحله دوم
| الاهلی     | ۱–۰   | مونتری |
| ---------- | ----- | ------ |
| - هانی ۵۳' | گزارش |        |

| الهلال                                                                         | ۶–۱   | الجزیره     |
| ------------------------------------------------------------------------------ | ----- | ----------- |
| - ایگالو ۳۶' - پریرا ۴۰' - کنو ۵۷' - الدوسری ۷۷' - مارگا ۸۸' - کاریو ۲+۹۰' (پ) | گزارش | - دیابی ۱۴' |

### نیمه نهایی
| پالمیراس              | ۲–۰   | الاهلی |
| --------------------- | ----- | ------ |
| - ویگا ۳۹' - دودو ۴۹' | گزارش |        |

| الهلال | ۰–۱   | چلسی         |
| ------ | ----- | ------------ |
|        | گزارش | - لوکاکو ۳۲' |

### مقام پنجم
| مونتری                                            | ۳–۱   | الجزیره       |
| ------------------------------------------------- | ----- | ------------- |
| - سلطان ۴' (گل‌به‌خودی) - فونز موری ۱۱' - مونتس ۲۵' | گزارش | - برونو ۱+۹۰' |

### رده‌بندی
| الهلال | ۰–۴   | الاهلی                                          |
| ------ | ----- | ----------------------------------------------- |
|        | گزارش | - ابراهیم ۸'، ۱۷' - عبدالقادر ۴۰' - السولیه ۶۴' |

### فینال
| چلسی                         | ۲–۱ (و.ا.) | پالمیراس     |
| ---------------------------- | ---------- | ------------ |
| لوکاکو ۵۵' · هاورتز ۱۱۷' (پ) | گزارش      | ویگا ۶۴' (پ) |

## قهرمان
| قهرمان جام باشگاه‌های جهان ۲۰۲۱ |
| ------------------------------ |
| چلسی                           |
| اولین قهرمانی                  |

## گلزنان
| رتبه | بازیکن           | باشگاه   | تعداد گل |
| ---- | ---------------- | -------- | -------- |
| ۱    | عبدالله دیابی    | الجزیره  | ۲        |
| ۱    | یاسر ابراهیم     | الاهلی   | ۲        |
| ۱    | روملو لوکاکو     | چلسی     | ۲        |
| ۱    | رافائل ویگا      | پالمیراس | ۲        |
| ۵    | احمد عبدالقادر   | الاهلی   | ۱        |
| ۵    | زاید العامری     | الجزیره  | ۱        |
| ۵    | احمد العطاس      | الجزیره  | ۱        |
| ۵    | سالم الدوسری     | الهلال   | ۱        |
| ۵    | برونو            | الجزیره  | ۱        |
| ۵    | آندره کاریو      | الهلال   | ۱        |
| ۵    | دودو             | پالمیراس | ۱        |
| ۵    | عمرو السولیه     | الاهلی   | ۱        |
| ۵    | روگلیو فونز موری | مونتری   | ۱        |
| ۵    | محمد هانی        | الاهلی   | ۱        |
| ۵    | کای هاورتز       | چلسی     | ۱        |
| ۵    | اودیون ایگالو    | الهلال   | ۱        |
| ۵    | محمد کنو         | الهلال   | ۱        |
| ۵    | میلوش کوسانوویچ  | الجزیره  | ۱        |
| ۵    | موسی مارگا       | الهلال   | ۱        |
| ۵    | سزار مونتس       | مونتری   | ۱        |
| ۵    | متئوس پریرا      | الهلال   | ۱        |

۱ گل به خودی
- محمد ربیع (از الجزیره، مقابل پیرائه)
- زاید سلطان (از الجزیره، مقابل مونتری)

## جوایز
در پایان مسابقات جوایز زیر اهدا شد. تیاگو سیلوا از چلسی برنده جایزه توپ طلای تحت حمایت آدیداس شد که به‌طور مشترک با جایزه علی‌بابا کلود برای بهترین بازیکن مسابقات اعطا می‌شود.
| توپ طلای آدیداس جایزه علی‌بابا کلود | توپ نقره آدیداس | توپ برنز آدیداس   |
| ---------------------------------- | --------------- | ----------------- |
| تیاگو سیلوا (چلسی)                 | دودو (پالمیراس) | دانیلو (پالمیراس) |
| جایزه بازی جوانمردانه              |                 |                   |
| چلسی                               |                 |                   |

فیفا همچنین جایزه بهترین بازیکن بازی را در این مسابقات معرفی کرد.
| مسابقه | بهترین بازیکن بازی | باشگاه   | حریف     | منبع   |
| ------ | ------------------ | -------- | -------- | ------ |
| ۱      | محمد جمال          | الجزیره  | پیرائه   | [ ۳۲ ] |
| ۲      | رامی ربیعه         | الاهلی   | مونتری   | [ ۳۳ ] |
| ۳      | متئوس پریرا        | الهلال   | الجزیره  | [ ۳۴ ] |
| ۴      | رافائل ویگا        | پالمیراس | الاهلی   | [ ۳۵ ] |
| ۵      | ماکسیمیلیانو مسا   | مونتری   | الجزیره  | [ ۳۶ ] |
| ۶      | ماتئو کواچیچ       | چلسی     | الهلال   | [ ۳۶ ] |
| ۷      | یاسر ابراهیم       | الاهلی   | الهلال   | [ ۳۷ ] |
| ۸      | آنتونیو رودیگر     | چلسی     | پالمیراس | [ ۳۷ ] |